# Aytacia
Aytacia, novi monotipski biljni rod sa vrstom Aytacia turkica. Turski je endem opisan 2021. godine.
Pripada porodici glavočika i smještena u podtribus Scorzonerinae. A. turkica je patuljasta trajnica, visine 10 - 12 cm. Podanak debeo, valjkast. Listovi 8 x 2-3 cm, jednostavni, linearno-lancetasti do lancetasti, lisni rubovi cjeloviti. Cvjetovi žuti. Ahenije duge 16-18 mm. Papus oko 25 mm dug, smeđi do blijedo smeđi. Raste po stepama, siparima i krčevinama šuma.